# Nikolai Txernetski
Nikolai Txernetski   (Bixkek, 29 de novembre de 1959) és un atleta rus, especialista en curses de velocitat, que va competir sota bandera de la Unió Soviètica durant les dècades de 1970 i 1980.
El 1980 va prendre part en els Jocs Olímpics d'Estiu de Moscou, on va disputar dues proves del programa d'atletisme. Formant equip amb Remigijus Valiulis, Mikhail Linge i Viktor Markin va guanyar la medalla d'or en la prova del 4×400 metres, mentre en la dels 400 metres quedà eliminat en semifinals.
En el seu palmarès també destaca una medalla d'or al Campionat del món d'atletisme de 1983 en els 4×400 metres, dues medalles en els 400 metres al Campionat d'Europa en pista coberta, d'or el 1980 i de bronze el 1978, així com els campionats soviètics dels 400 metres de 1979 i 1980 i dels 4×400 metres de 1979.
Una vegada retirat va exercir d'entrenador d'atletisme i va emigrar a Itàlia després de la caiguda de la Unió Soviètica.

## Millors marques
- 400 metres. 45.12" (1979)
- 400 metres tanques. 49.78" (1984)[3]